# Ragnar Jansson
Ragnar Rafael Jansson (ur. 1 października 1908 w Helsinkach, zm. 9 września 1977 tamże) – fiński żeglarz, olimpijczyk, zdobywca brązowego medalu w regatach na letnich igrzyskach olimpijskich w 1952 roku w Helsinkach.
Na Letnich Igrzyskach Olimpijskich 1952 zdobył brąz w żeglarskiej klasie 6 metrów. Załogę jachtu Ralia tworzyli również Ernst Westerlund, Adolf Konto, Rolf Turkka i Paul Sjöberg.
Cztery lata wcześniej zajął zaś dziewiątą lokatę w klasie 6 metrów na jachcie Raili. Załogę uzupełniali wówczas Valo Urho, Rote Hellström, Ernst Westerlund, Adolf Konto i Rolf Turkka.